# Hiệp ước Saint-Germain-en-Laye (1679)
Hiệp ước hay Hòa ước Saint-Germain-en-Laye được ký kết vào ngày 19/06/1679 (lịch cũ) hoặc 29/06 (lịch mới), đây là một hiệp ước hoà bình giữa Vương quốc Pháp của Nhà Bourbon với Phiên bá quốc Brandenburg của Nhà Hohenzollern. Các điều khoản của hiệp ước này đã mang lại nhiều quyền lợi cho đồng minh của Pháp là Thụy Điển, trong đó có quyền cai trị các lãnh thổ Bremen-Verden và Pomerania mà Thụy Điển đã đánh mất vào tay Brandenburg-Phổ trong Chiến tranh Scania. Thụy Điển phê chuẩn hiệp ước vào ngày 28 tháng 7 năm 1679.
Hòa ước Saint-Germain-en-Laye bị một số người xem là "thất bại chính trị tồi tệ nhất" của Tuyển đế hầu Friedrich Wilhelm. Vì ông đã bị Pháp buộc phải cắt cho Thụy Điển các lãnh thổ thừa kế Pomerania, mặc dù ông đã chinh phục được nó trong một chiến dịch kéo dài 4 năm.